# Cillero (Vivero)
Cillero (llamada oficialmente Santiago de Celeiro) es una parroquia y una aldea española del municipio de Vivero, en la provincia de Lugo, Galicia.

## Geografía
Está situada en la ría de Vivero, con la cual confina por el oeste, al norte con la parroquia de Faro, al este con la de Juances (municipio de Jove) y al sur con la de Vivero. Se encuentra a 2 km de Vivero y a 98 km de Lugo.

## Etimología
Cillero es la forma española del sustantivo gallego Celeiro, y este del latín cellarium, "despensa, silo, lugar donde se almacenan provisiones, hórreo".[cita requerida]
Cilla y posiblemente Silos son palabras derivadas. Los cilleros son una construcción típica del paisaje oriental gallego, que bien pudieran ser los predecesores de los hórreos.

## Historia
Corre paralela a la de Vivero, al cual pertenece; en el año 1662 se empezó a construir su iglesia por orden del maestro de obras Juan de Ruiz. También tiene una capilla destinada, en su día, a proporcionar albergue y curar a los enfermos que se dirigían a visitar el sepulcro del Apóstol Santiago, su fundación se atribuye a los hermanos Juan y Gregorio Pardo, vecinos de esta parroquia, posteriormente el patronato recayó sobre el Obispo de Mondoñedo.

## Organización territorial
La parroquia está formada por una entidad de población:
- Celeiro

## Demografía
Gráfica demográfica de la aldea y parroquia de Cillero según el INE español:
| Gráfica de evolución demográfica de Cillero entre 2000 y 2021 |
|                                                               |
| Datos según el nomenclátor publicado por el INE.              |

## Patrimonio
- Monumento al Náufrago (un marinero trae entre sus brazos a un náufrago), ubicado en la misma entrada del pueblo y situado en una plaza ganada al mar.
- Virgen del Carmen, estatua realizada en bronce y a tamaño real situada en el espigón norte del puerto. Ambos monumentos fueron realizados por el escultor Neira Brochs (Vivero).
- Edificio de la cofradía de pescadores «Santiago Apóstol», edificio emblemático y representativo del sector pesquero (parte social y empresarial); edificio robusto, de gran belleza arquitectónica, construido en 1943.
- Aula Tecnológica Marina «Buque Santiago Apóstol»: iniciativa pionero a nivel nacional, se trata de un buque pesquero reconvertido en aula tecnológica marina, un buque dedicado expresamente a la investigación y desarrollo (I+D), enseñanza, nuevas tecnologías y formación pesquera. El buque es propiedad de la cofradía de pescadores local.

## Economía

### Puerto de Cillero
El puerto de Cillero se encuentra ubicado en el punto geográfico  en el núcleo urbano de Cillero, en el municipio de Vivero. Su distancia con ciudades importantes son: La Coruña 116 km, Lugo 91 km, Orense 186 km y Pontevedra 209 km.
El centro de distribución de productos tiene una capacidad de descarga, subasta y manipulación de 75 toneladas diarias.
Al comienzo del siglo XXI era uno de los puertos pesqueros más importantes de la cornisa cantábrica. Poseía una flota pesquera que operaba por todo el planeta, mayormente en la zona del Atlántico Norte donde pescaban cerca de 40 embarcaciones que se dedicaban a la merluza, principalmente, bien con el arte de arrastre o bien con el arte del palangre (piedrabola). También tenía una flota arrastrera de litoral compuesta por 16 embarcaciones; flota de cerco con 6 unidades y una treintena de embarcaciones menores que se dedicaban a la pesca de bajura. Por el Pacífico e Índico también tiene varias unidades que se dedican a la pesca del pez espada y escualos. Cillero pasa por ser el puerto más importante de la costa lucense (La Mariña) -y uno de los más importantes de España- por flota y volumen de facturación; esta villa marinera se caracteriza por su flota de Gran Sol que tiene como captura primordial la merluza del pincho de un modo puramente artesanal; en la primera década del XXI la «merluza del pincho de Cillero» incorporó el logotipo que la distingue como Galicia Calidade, siendo el primer producto pesquero que alcanzó tal distinción.[cita requerida]

## Festividades
- El tercer sábado del mes de julio se celebra la «Fiesta de la Merluza».
- El 25 de julio fiesta en honor a Santiago Apóstol.
- El 26 de julio fiesta en honor a Santa Ana.
- El fin de semana más cercano a estas fechas se celebra la festividad en honor a Nuestra Señora la Santísima Virgen del Carmen (patrona de los marineros). El sábado por la tarde se celebra una eucaristía en memoria de los marineros fallecidos y ya al anochecer la imagen de la virgen es llevada en procesión hasta el puerto acompañada de numerosos fieles con velas, siendo recibida por una gran traca de fuegos de artificio y las sirenas y bocinas de los buques a su llegada al puerto de Celeiro. Es en la mañana del domingo cuando se celebra la tradicional procesión marítima, la imagen de la Virgen del Carmen es transportada en una embarcación y junto con el resto de la flota y en procesión recorren la ría de Viveiro, una vez finalizada se celebra la eucaristía en su honor en la iglesia parroquial.

## Eventos
Jornadas Técnicas de Difusión del sector pesquero: simposio pesquero anual de carácter internacional que organiza la Cofradía de Cillero, en colaboración con la empresa Puerto de Cillero, S.A., y que aglutina a importantes ponentes de carácter autonómico, estatal y comunitario; sin duda se trata de uno de los eventos pesqueros más importantes que se celebran en el litoral español. Suele celebrarse entre los meses de octubre y noviembre.[cita requerida]